# Idalmis Gato
Idalmis Gato Moya (Camagüey, 30 de agosto de 1971) é uma ex-jogadora de voleibol de Cuba que competiu nos Jogos Olímpicos de 1992, 1996 e 2000.
Em 1992, ela fez parte da equipe cubana que conquistou a medalha de ouro no torneio olímpico, no qual atuou em duas partidas. Quatro anos depois, ela jogou em quatro confrontos e ganhou a segunda medalha de ouro com o conjunto cubano no campeonato olímpico de 1996. Gato fez a sua última aparição em Olimpíadas nos jogos de 2000, onde conquistou o inédito tricampeonato olímpico com o time cubano.